# AZIN2
Chất ức chế antizyme 2 (tiếng Anh: Antizyme inhibitor 2, AzI2), còn được gọi là arginine decarboxylase (ADC) là enzyme ở người được mã hóa bởi gen AZIN2.